# Puttó (szerencsejáték)
A Puttó egy olyan szerencsejáték, amelyik a magyarországi lottójátékok közé tartozik. Ezt a játékot első alkalommal 2005. november 21-én tartották meg Magyarországon, de más országokban is játsszák, például Angliában is elérhető.
A Puttó a többi lottójátékkal ellentétben – amelyeknél általában hetente vannak a sorsolások – a Puttó esetében minden nap öt percenként van sorsolás. A nyerőszámok valós időben elérhetőek a Szerencsejáték Zrt. oldalán, a lottózókban, valamint a Teletext 875-ös oldalán, bár ez utóbbin mindig csak a legutóbbi számokat lehet megtalálni.
A Puttó elérhető minden nap 7-től 23:50-ig. Játszása során két mezőben kell megjelölni számokat. Az A mezőben húsz számból nyolcat kell kiválasztani, a B mezőben négy számból egyet. Egy szelvényen legfeljebb négy mező játszható meg, Joker játékra nincs lehetőség mellette.

## A játék ára
Az alapjáték szelvényének ára 400 Ft. Az opciók között továbbá lehetőség van háromszoros téttel játszani, illetve egy szelvénnyel akár öt sorsoláson is részt lehet venni, így a játék ára a 21 000 Ft-ot is elérheti.

## A játék menete
Ha megvan a szelvény, a játékmenet szerint meg kell jelölni a megjátszani kívánt nyereményszorzót, melyek a következők lehetnek: 1x, 2x, 3x, 4x, 5x. Ne felejtkezzünk meg arról, hogy a magasabb szorzók és a sorsolások száma növeli a játék költségét. Sorsolások terén a következő választási lehetőségeink vannak: a következő 1, 2, 5, 10, 20 vagy 50 sorsolás játszható le.

## Esélyek
A puttó nyerési esélyei rendkívül alacsonyak. A telitalálat esélye olyan minimális, hogy ép ésszel megmagyarázhatatlan, hogy miért hajlandóak egyes emberek pénzt költeni puttóra.
Az A mező esetében 20 számból 8 számot kell eltalálni. A telitalálat valószínűsége az A mező esetében matematikailag kiszámítható egy kombinatorikai képlettel, az úgynevezett binomiális együtthatóval. A B mező esetében egyszerűbb kiszámolni a kitöltési lehetőségek számát, mivel ott 4 számból csupán 1-et kell kiválasztani, így a B mező esetében binomiális együttható nélkül is kiszámítható, hogy négyféleképpen lehet kitölteni. A két mezőben együttesen lehetséges kombinációk számát úgy lehet kiszámolni, hogy az A mező esetében a lehetséges kombinációk számát kiszámoljuk binomiális együtthatóval, majd mindezt megszorozzuk 4-gyel, mivel a B mezőt négyféleképpen lehet kitölteni.
A lehetséges kombinációk száma:
{\displaystyle {n \choose k}*4={20 \choose 8}*4={20! \over 12!*8!}*4={20*19*18*17*16*15*14*13 \over 8*7*6*5*4*3*2*1}*4=503,880}
Ez azt jelenti, hogy 503 880 különböző számkombináció lehetséges. Aki vásárol egy puttószelvény, az 1 : 503 880 eséllyel nyer. Vagyis egyetlen szelvénnyel a telitalálat esélye 0,00019845995%, azaz szinte nulla. Ha valaki biztosan nyerni akar, akkor meg kell játszania mind az 503 880 lehetséges számkombinációt. Mivel az alapjáték 400 Ft-ba kerül egy szelvény, ezért mindez 201 552 000 Ft-ba kerülne, ami sokszorosa a telitalálat után járó nyereménynek. Ez ráadásul csak az alapjáték költségét jelenti, magasabb tét esetén arányosan sokszorozódik a játék költsége. Emellett mindez életszerűtlen is: ha ugyanis valaki meg akarná játszani mind az 503 880 lehetséges számkombinációt, és minden szelvényt képes lenne kitölteni csupán 10 másodperc alatt, ráadásul éjjel-nappal csinálná szünet nélkül, akkor is több mint 58 napba telne az összes szelvény kitöltése.
A telitalálatnak a rendkívül alacsony esélyére rávilágít, számos ritka eseménynek is jóval nagyobb az esélye annál, mint hogy az embernek telitalálata lesz a puttón. Példa erre, hogy egy embernek 1 : 4316 az esélye arra, hogy villám csapódik belé élete során, ami 117-szerese a telitalálaténak a puttón.

## Nyeremények, érdekességek
A Puttó lottójáték játszása során az elnyert végösszeg azon múlik, hogy mekkora tétet raktunk meg. A Puttó nyereményszorzói állandóak, tehát pl. telitalálat esetében a megrakott tét 10 000-szeresét van lehetőségünk elnyerni. Ha csak az A mezőben van találatunk, a szorzó 1 000-szeres.
A szorzó értéke folyamatosan csökken annak függvényében, hogy hány számot találtunk el a sorsoláskor, pl. ha öt találatunk van az A mezőben, de a B mezőben semmi, akkor a nyerési szorzó kétszeres. Vagy ha minimum négy találatunk van az A mezőben és egy a B-ben, akkor is kétszeres szorzó érvényesül, ami azt jelenti, hogy visszakapjuk a megrakott tét dupláját. Háromnál kevesebb találattal, illetve ha csak a B mezőben sikerült számokat eltaláljuk, akkor nem jár nyeremény.
2005-ben, az ötvenedik játékhétben volt a legnagyobb a heti forgalom a Puttó történetében, hiszen 2.952.644 darab alapjátékhoz való szelvényt értékesítettek az irodák. 2014-ben a hatodik játékhéten egy játékos hazavihette az akkor legnagyobb nyereményt, azaz 13 millió forintot. Szintén 2014-ben volt volt a legtöbb telitalálat, összesen 177. 2023. 47. játékhetének hétfőjén egy játékos elvitte a jelenlegi legnagyobb főnyereményt, 26 millió forintot.